# Gotta Be Forever (canción de Gloria Gaynor)
Gotta Be Forever (en Latinoamérica: Eres para siempre, en España: Tiene que ser para siempre ) es un sencillo de la cantante estadounidense Gloria Gaynor para su álbum I wish you love (2003). El sencillo fue grabado en dos idiomas inglés y en español por BMG UK & Ireland Limited.

## Grabación y producción
Luego de haberse retirado temporalmente de las grabaciones y los escenarios, Gloria vuelve a grabar su último disco I wish you love, la canción que convirtió al álbum en el mejor de la época fue la canción Gotta Be Forever lo cual fue grabada en los estudios BMG UK & Ireland Limited en junio de 2002. Posteriormente luego de ser publicado en abril de 2003 llevó al álbum en convertirse en el #1 de (#1 on Billboard's Hot Dance Music/Club Play chart).